# Luis Díaz de Viedma
Luis Díaz de Viedma (nacido en Guadix, siglo XVII) fue un maestro de esgrima en Cádiz y autor de la escuela de esgrima española denominada Verdadera Destreza.

## Biografía
Díaz de Viedma era natural de Guadix, actual provincia de Granada, como indica la portada de su obra Metodo de ensenanza de maestros en la ciencia filosofica de la verdadera destreza matematica de la armas, publicada en Barcelona en 1639. Ejerció como maestro de armas en Cádiz y siguió la doctrina de Luis Pacheco de Narváez, de la que difiere al reducir los grados de fuerza de la espada de doce a diez. Su estilo se escritura era eminentemente práctico, dedicado especialmente a sus discípulos.

## Obra
- Metodo de ensenanza de maestros en la ciencia filosofica de la verdadera destreza matematica de la armas (1639)[1]
- Epítome de la enseñanza de la filosofía y destreza matemática de las armas, que ha de dar el maestro al discípulo (1639)[4]

## Homenajes
La Sala de armas Díaz de Viedma, ubicada en Alcalá de Henares, rinde homenaje al autor al portar su nombre.